# Slup
Pour l’article homonyme, voir Slup (Dečani).
Slup (jusqu'en 1949 : Čule ; en allemand : Zulb) est une commune du district de Znojmo, dans la région de Moravie-du-Sud, en République tchèque. Sa population s'élevait à 496 habitants en 2020.

## Géographie
Slup se trouve à la frontière autrichienne, à 14 km au sud-est de Znojmo, à 55 km au sud-sud-ouest de Brno et à 193 km au sud-est de Prague.
La commune est limitée par Strachotice à l'ouest et au nord, par Valtrovice et Křídlůvky au nord-est, par Jaroslavice à l'est et par l'Autriche au sud.

## Histoire
La première mention écrite de la localité date de 1046.

## Acronyme

### SLUP
SLUP: acronyme utilisé majoritairement par la génération des Zoomers pour définir un groupe, une équipe (connotation amicale).

S: Super L:Ligue U:Ultra P: Proche